# Галена (певица)
Галина Вичева Генчева (болг. Галина Вичева Генчева), более известная как Галена (болг. Галена); род. 21 мая 1985, Смядово, Шуменская область, Болгария — болгарская певица в стиле поп-фолк.

## Биография
Галена родилась 21 мая 1985 года в небольшом городе Смядово. У неё есть старший брат и сестра. Она начала петь с четырёх лет. Она училась петь народным вокалом в музыкальной школе города Шумен. Через два года она переехала и продолжала учиться в городе Димитровград.

## Карьера

### 2003—2006: начало карьеры, дебютный альбом
Музыкальная карьера началась в 2003 году с трансляцией клипа на песню Можеш ли (рус. Ты можешь?) под псевдонимом Галя. В начале 2006 года началась с трансляцией видеоклипа Чупката (рус. Пихать). Галена собирала достаточное количество песен для первого альбома, который был назван в её честь. Это факт, 21 мая, когда певица отметила свой 21-й день рождения. Двойной праздник отмечалась в комплексе Приказките. В альбом вошли 12 песен, три песни из которых, были неизвестны публике. Осенью 2006 года выпустила песню Душата ми крещи (рус. Душа кричит).

### 2007—2009: успех, второй альбом, участие в Dancing Stars, материнство
В апреле 2007 года она выпустила песню, которая является дуэтом с Борисом Дали — Намерих те (рус. Я нашла тебя). Песня стала хитом и успех и сопровождался в следующей песне Галены. В июле выпустила трек в стиле темпо — Вземи си дъх (рус. Вздохни). Осенью 2008 года певица участвовала в первом сезоне болгарской версии танцевального реалити-шоу Танцы со звёздами на bTV, в котором она выбыла в полуфинале. Для рождественской телевизионной программе на телеканале Планета певица презентовала свою балладную песню Неплатена сметка (рус. Неурегулированный счет). В феврале 2009 года Галена выпускает новую песню и видеоклип на неё Дяволът ме кара (рус. Дьявол делает меня), которая стала хитом. Перед уходом в декрет, она выпустила две песни — Нещастница (рус. Несчастная) и второй дуэт с певицей Малиной — Мой (рус. Мой), а иноязычную часть пел турецкий певец Фатих Юрек. Счастливое и долгожданное событие произошло 22 июня — Галена стала мамой. Через нескольких месяцев после родов, Галена вернулась на сцену. В декабре того же года появились две её новые песни — одна в стиле диско На две големи (рус. Две большие) и баллада Черен списък (рус. Чёрный список).

### 2010—2012: дуэт с Преславой, американский тур и роль ведущей
В начале 2010 года Галена выпустила клип на песню На две големи (рус. Две большие). В начале 2011 года выпустила видео на песню С кое право (рус. С каким правом). В нём принял участие актёр Станислав Яневский и для натурных съемок выбрана резиденция Euxinograd. После награды на телеканале Планета, где Галена выигрывала номинацию как Лучшая певица года. В марте того же года она выпустила первый дуэт с Преславой Хайде откажи ме (рус. Ну же брось меня). Сразу после церемонии Галена отправилась на гастроли в США — Галена США 2011, которая давала концерты в шести городах США для болгарской диаспоры. Осенью 2012 года Галена стала соведущей в программе Национальна Лотария на телеканале Нова телевизия.

### 2013—2016
В начале 2013 года она выпустила клип на песню Бутилка (рус. Бутылка) — трио Преславой и Борисом Дали. А в начале июня того года ещё одну Дай ми (рус. Дай мне), а клип сделан на тему домашнего насилия. В начале октября того же года выпустила ещё одну новую песню Кой (рус. Кто), которая является дуэтом с молодым артистом Фики.
В начале 2015 года Галена выпустила песню и видеоклип на неё Пантера (рус. Пантера) с албанским певцом Серджо, видеоклип набрал 8 миллионов просмотров на портале Youtube. 11 июня на концерте по случаю 25-летия компании Пайнер она вместе с Преславой, Эмилией, Деси Славой, Анелией и Цветелиной Яневой представили новую версию популярной народной песни Лале ли си, зюмбюл ли си, а 9 июля выпустила клип на эту песню.
В начале августа того же года Галена выпустила пятый альбом, на этот раз с дуэтами Кой. В конце года Галена презентовала видеоклип на песню Една жена (рус. Женщина), которая была снята в известной студии Ню Бояна. Накануне Рождества и Нового года она спела с Цветелиной Яневой и певцом Галином праздничную песню Коледа (рус. Рождество). В начале 2016 года выпустила новую песню видеоклип с певцом Крумом — Както желаете, мис (рус. Как вам угодно, мисс). В феврале того же года выпустила видеоклип на песню Да ти олекне. (рус. Ты чувствуешь себя лучше)

## Личная жизнь
В феврале 2008 года Галена вышла замуж за бойфренда Галин. В 2009 году она родила мальчика Стефана. 17 февраля 2017 года она родила второго сына Александра, в этот день была выпущена песня, которая она посвятила ему Мой малыш (греч. Mωρό μου)
В 2013 году она создала специальную линию для бренда Beyond. Линия называется Spot G — Galena for Beyond.

## Дискография

### Альбомы
- 2006 — Галена / Галена
- 2008 — След 12 / Вслед 12
- 2010 — Официално забранен / Официально запрещён
- 2011 — Аз / Я
- 2015 — Кой / Кто

### Сборники
- 2012 — Златните хитове на Галена / Золотые хиты Галены